# Robert Volkmann

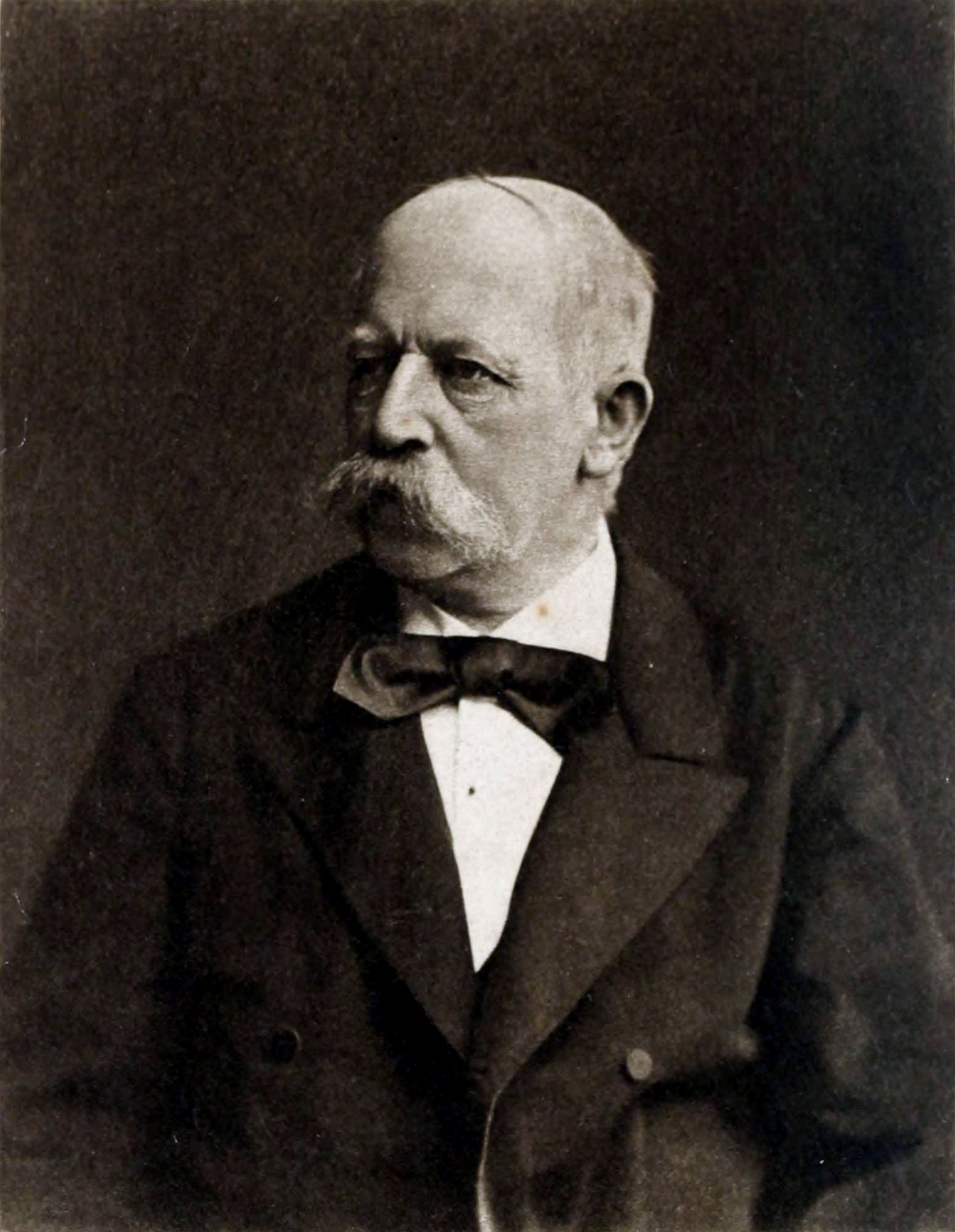
Robert Volkmann

Friedrich Robert Volkmann (Lommatzsch, 6 april 1815 - Boedapest, 30 oktober 1883) was een Duits componist.

## Levensloop
Volkmanns vader werkte als kerkmusicus. Hij trainde zijn zoon aanvankelijk om hem in diens ambt op te laten volgen. Zodoende leerde Volkmann het orgel te bespelen, maar ook de piano. Volkmann studeerde viool en cello bij Friebel, en op 12-jarige leeftijd speelde hij cellopartijen in diverse strijkkwartetten van Haydn, Mozart en Beethoven. In 1832 startte Robert Volkmann de opleiding aan het Gymnasium te Freiberg, met als doel om onderwijzer te worden. Daar kreeg hij muziekles van Anacker, die hem aanspoorde om zich volledig op de muziek te richten. Na de Freiberg-periode ging Volkmann in 1836 naar Leipzig om bij de organist Carl Ferdinand Becker te studeren. In Leipzig ontmoette hij Robert Schumann, die tijdens zijn studie voor de nodige stimulansen zorgde. Schumann en Volkmann zouden elkaar daarna nog diverse keren treffen.
Na afronding van zijn studie startte Volkmann zijn carrière als zangdocent aan een muziekschool in Praag. Hij bleef er niet lang. In 1841 verhuisde hij naar Boedapest, waar hij een baan kreeg als pianodocent en als verslaggever voor de Allgemeine Wiener Musik-Zeitung (de Algemene Weense Muziekkrant). Volkmann componeerde in nagenoeg volledige afzondering tot 1852, toen zijn pianotrio in bes-mineur door Franz Liszt en Hans von Bülow werd gehoord. Zij speelden dit werk vervolgens diverse keren op podia door heel Europa. In 1854 verhuisde Volkmann naar Wenen. Hij keerde in 1858 naar Boedapest terug.
Dankzij uitgever Gustav Heckenast, die in 1857 de rechten verkreeg om alle composities van Volkmann uit te geven in ruil voor een regelmatig inkomen voor Volkmann (onafhankelijk van de verkoopcijfers), kon Volkmann zich volledig op het componeren storten. Dit duurde tot Heckenast zijn uitgeverij in Boedapest in de vroege jaren 70 van de 19e eeuw staakte.
Tijdens een bezoek aan Wenen in 1864 ontmoetten Volkmann en Johannes Brahms elkaar. Hieruit groeide een hechte vriendschap. In briefwisselingen noemden ze elkaar "lieber Freund".
Na 1870 loopt het bergafwaarts met Volkmann: hij componeert vanaf dan nog maar weinig. Van 1875 tot zijn dood blijft hij nog wel docent in harmonieleer en contrapunt aan de Franz Liszt Muziekacademie in Boedapest, waar Liszt zelve nog directeur was. Volkmann overleed in Boedapest op 30 oktober 1883.

## Composities

### Piano

#### Piano Solo
- Zes Fantasie Beelden, Op. 1
- Dythyrambe en Toccata, Op. 4
- Souvenir de Maróth, Op. 6
- Nocturne, Op. 8
- Piano Sonate in c mineur, Op. 12
- Buch der Lieder, Op. 17
- Deutsche Tanzweisen, Op. 18
- Cavatine, Op. 19/1
- Barcarole, Op. 19/2
- Ungarische Lieder, Op. 20
- Visegrád, 12 musikalische Dichtungen (12 muzikale gedichten), Op. 21
  1. Der Schwur (De eed)
  2. Waffentanz (Wapendans)
  3. Beim Bankett (Aan het banket)
  4. Minne (Liefde)
  5. Blumenstück (Bloemstuk)
  6. Brautlied (Huwelijkslied)
  7. Die Wahrsagerin (De waarzegster)
  8. Pastorale
  9. Das Lied der Helden (Lied van de helden)
  10. Der Page (De pagina)
  11. Soliman
  12. Am Salomonsthurm - Elegie (Bij Salomons toren - klaagzang)
- 4 Marsen, Op. 22
- Wanderskizzen, Op. 23
- Fantasia, Op. 25a
- Intermezzo, Op. 25b
- Variaties op een thema van Händel, Op. 26
- Lieder der Grossmutter, Op. 27
- 3 Improvisaties, Op. 36
- Au tombeau du Comte Széchenyi – Fantaisie, Op. 41
- Ballade, Op. 51/1
- Scherzetto, Op. 51/2
- Variationes Humoris Causa
- Variaties op het Rheinweinlied
- Capricietto

#### Piano, vier handen
- Ungarische Skizzen, Op. 24
- Lieder der Großmutter, Op. 27

#### 2 piano's
- ‘In der Mühle’ , Op. 11/1
- ‘Der Postillon’ , Op. 11/2
- ‘Die Russen kommen’ , Op. 11/3
- ‘Auf dem See’ , Op. 11/4
- ‘Der Kuckuck und der Weihnachtsmann’ , Op. 11/5
- ‘Der Schäfer’ , Op. 11/6
- 7 ungarische Skizzen (7 Hungaarse schetsen)
  1. Zum Empfange
  2. Das Fischermädchen
  3. Ernster Gang
  4. Junges Blut
  5. In der Kapelle
  6. Ritterstück
  7. Unter der Linde
- Die Tageszeiten, Op. 39
- 3 Marches, Op. 40
- Rondino and March Caprice, Op. 55
- Sonatine voor 2 piano's, Op. 57

### Kamermuziek

#### Viool en piano
- Romance in E majeur, Op. 7
- Chant du Troubadour, Op. 10
- Allegretto capriccioso, Op. 15
- Rhapsody, Op. 31
- Sonatina nr. 1, Op. 60
- Sonatina nr. 2, Op. 61

#### Cello en piano
- Capriccio, Op. 74

#### Pianotrio
- Pianotrio nr. 1 in F majeur, Op. 3
- Pianotrio nr. 2 in bes mineur, Op. 5

#### Strijkkwartetten
- Strijkkwartet nr. 1 in a mineur, Op. 9
- Strijkkwartet nr. 2 in g mineur, Op. 14
- Strijkkwartet nr. 3 in G major, Op. 34
- Strijkkwartet nr. 4 in e mineur, Op. 35
- Strijkkwartet nr. 5 in f mineur, Op. 37
- Strijkkwartet nr. 6 in Es majeur, Op. 43

#### Overige kamermuziekwerken
- Trio voor altviool, cello en piano, Op. 76
- Andante mit Variationen voor drie celli
- Romanza voor trompet, hoorn en eufonium

### Orkestwerken

#### Symfonieën
- Symfonie nr. 1 in d mineur, Op. 44
- Symfonie nr. 2 in Bes majeur, Op. 53

#### Piano en orkest
- Konzertstück, Op. 42

#### Cello en orkest
- Celloconcert in a mineur, Op. 33

#### Altviool en orkest
- An die Nacht, Fantasiestück, Op. 45

#### Overige orkestwerken
- Fest-Ouvertüre voor orkest, Op. 50
- Serenade nr. 1 in C voor strijkorkest, Op. 62
- Serenade nr. 2 in F voor orkest, Op. 63
- Richard III, Ouverture voor orkest, Op. 68
- Serenade nr. 3 in D majeur voor strijkorkest, Op. 69
- Ouverture in C majeur voor orkest

### Koorwerken
- Mis nr. 1 in D majeur, Op. 28
- Mis nr. 2 in As majeur, Op. 29
- 6 Liederen, Op. 30
- Offertorium: Osanna domino Deo, Op. 47
- 3 Liederen, Op. 48
- 2 Liederen, Op. 58
- Weihnachtslied, Op. 59
- Altdeutscher Hymnus, Op. 64
- Kirchenarie, Op. 65
- 2 Liederen, Op. 70
- 3 Hochzeitslieder, Op. 71
- 2 Werken, Op. 75
- Ich Halte Ihr Die Augen Zu
- Abendlied

### Liederen
- 5 Liederen, Op. 2
- 3 Gedichten, Op. 13
- 3 Liederen, Op. 16
- 3 Liederen, Op. 32
- 3 Liederen, Op. 38
- Liederen, Op. 36
- Sappho, Op. 49
- 3 Liederen, Op. 52
- Vom Hirtenknaben, Op. 56/1
- Erinnerung, Op. 56/2
- 3 Liederen, Op. 66
- 6 Duetten, Op. 67
- 3 Liederen, Op. 72
- An die Nacht